# Lasioglossum ameliae
Lasioglossum ameliae är en biart som först beskrevs av Cockerell 1937.  Lasioglossum ameliae ingår i släktet smalbin, och familjen vägbin. Inga underarter finns listade i Catalogue of Life.